# Zelená Hora (okres Vyškov)
Zelená Hora (německy Grünberg, též Kopčany) je obec v okrese Vyškov v Jihomoravském kraji. Leží na úpatí Drahanské vrchoviny osm kilometrů severozápadně od okresního města Vyškov a jeden kilometr severně od spádové vesnice Pustiměř v nadmořské výšce 368 až 380 metrů. Sídlištně je to tzv. ulicovka s jedním ramenem. Žije zde 327 obyvatel.

## Historie

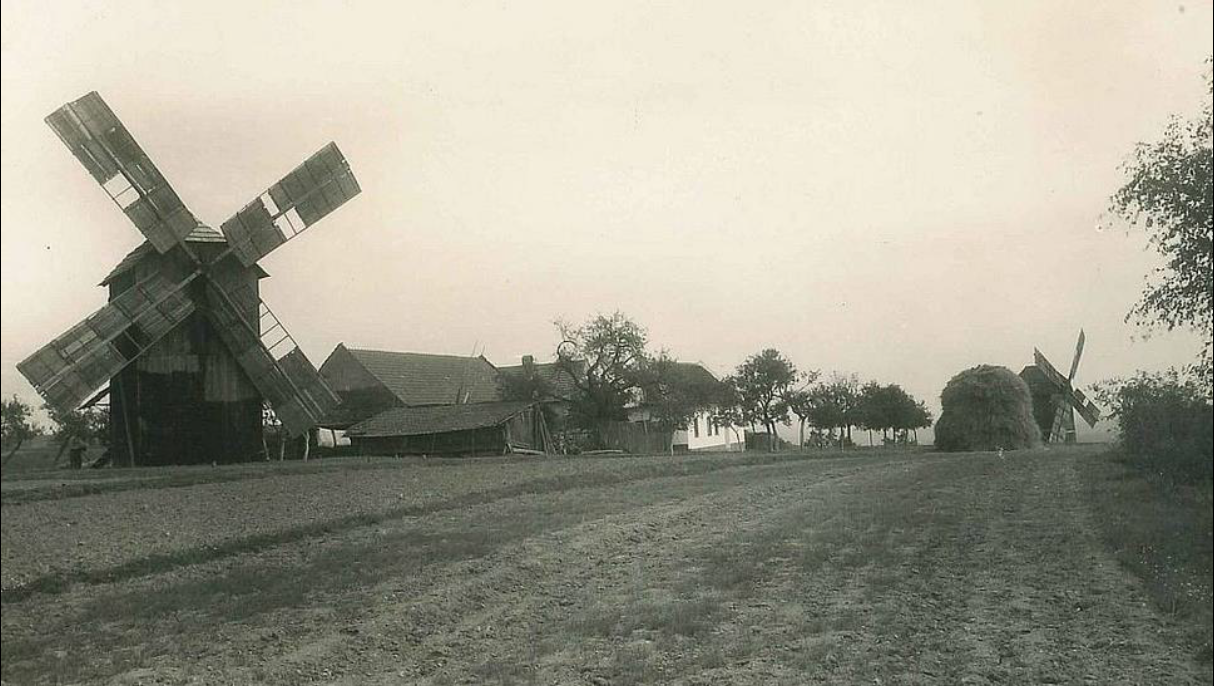
Zaniklé větrné mlýny (foto:1940)

Před založením obce se nedaleko nacházelo staré slovanské hradiště, dnes nazývané jako Hradisko Zelená Hora nebo Hradisko Radslavice. Toto místo vykazuje podle archeologických nálezů stopy kultur z paleolitu, neolitu, eneolitu, doby bronzové i únětické kultury. Také tu byly zaznamenány nálezy zbytků keramiky, železné ostruhy a háčky ze slovanského osídlení. Dodnes jsou patrné výrazné zbytky opevnění v podobě valu. Není vyloučeno, že právě na tomto místě stával také románský hrad z doby, kdy bývala nedaleká obec Pustiměř správním střediskem širokého okolí. Obec byla založena jako dominikální osada v roce 1763 na vyklučené lesní půdě náležící k vyškovskému panství. První stavení se zde ale začaly objevovat již v roce 1720, kdy si zde stavěli domky dřevorubci z blízkého okolí jako přístřešky na noc. Gruntovní kniha byla vedena od 2. ledna 1766, kde je v té době uvedeno 21 domů. První zmínka o větrném mlýnu v blízkosti obce je z roku 1837.

## Obyvatelstvo

### Struktura
V obci k počátku roku 2016 žilo celkem 274  obyvatel. Z nich bylo 134  mužů a 140 žen. Průměrný věk obyvatel obce dosahoval 41,2% let. Dle Sčítání lidu, domů a bytů provedeném v roce 2011, kdy v obci žilo 240  lidí. Nejvíce z nich bylo (16,7%) obyvatel ve věku od 30 do 39  let. Děti do 14 let věku tvořily 15,8% obyvatel a senioři nad 70 let úhrnem 7,1%. Z celkem 202  občanů obce starších 15 let mělo vzdělání 35,1% střední vč. vyučení (bez maturity). Počet vysokoškoláků dosahoval 11,4% a bez vzdělání bylo naopak 0% obyvatel. Z cenzu dále vyplývá, že ve městě žilo 117 ekonomicky aktivních občanů. Celkem 92,3% z nich se řadilo mezi zaměstnané, z nichž 74,4% patřilo mezi zaměstnance, 2,6% k zaměstnavatelům a zbytek pracoval na vlastní účet. Oproti tomu celých 45,4% občanů nebylo ekonomicky aktivní (to jsou například nepracující důchodci či žáci, studenti nebo učni) a zbytek svou ekonomickou aktivitu uvést nechtěl. Úhrnem 87 obyvatel obce (což je 36,3%), se hlásilo k české národnosti. Dále 65 obyvatel bylo Moravanů a 4 Slováků. Celých 111 obyvatel obce však svou národnost neuvedlo. Z celkového počtu obyvatel se jich k víře hlásí 84 – k římskokatolické církvi 76 věřících.
Vývoj počtu obyvatel za celou obec i za jeho jednotlivé části uvádí tabulka níže, ve které se zobrazuje i příslušnost jednotlivých částí k obci či následné odtržení.
| Místní části (rok odtržení) | Místní části (rok odtržení) | 1791 | 1834 | 1869  | 1880  | 1890  | 1900  | 1910  | 1921  | 1930 | 1950 | 1961 | 1970 | 1980 | 1991 | 2001 | 2011 | 2021 |
| --------------------------- | --------------------------- | ---- | ---- | ----- | ----- | ----- | ----- | ----- | ----- | ---- | ---- | ---- | ---- | ---- | ---- | ---- | ---- | ---- |
| Počet obyvatel              | část Zelená Hora            | 117  | 174  | 322   | 420   | 443   | 451   | 541   | 526   | 480  | 259  | 300  | 279  | 265  | 231  | 219  | 240  | 297  |
| Počet obyvatel              | část Pustiměř (1926)        | 700  | 765  | 864   | 903   | 870   | 892   | 980   | 1 020 |      |      |      |      |      |      |      |      |      |
| Počet obyvatel              | celá obec                   | 817  | 939  | 1 186 | 1 323 | 1 313 | 1 343 | 1 521 | 1 546 | 480  | 259  | 300  | 279  | 265  | 231  | 219  | 240  | 297  |
| Počet domů                  | část Zelená Hora            | 24   | 34   | 65    | 80    | 90    | 96    | 102   | 106   | 110  | 98   | 84   | 81   | 85   | 97   | 102  | 108  | 119  |
| Počet domů                  | část Pustiměř               | 102  | 132  | 144   | 147   | 155   | 165   | 179   | 187   |      |      |      |      |      |      |      |      |      |
| Počet domů                  | celá obec                   | 126  | 166  | 209   | 227   | 245   | 261   | 281   | 293   | 110  | 98   | 84   | 81   | 85   | 97   | 102  | 108  | 119  |

## Obecní správa
V roce 1869 Zelená Hora byla jako osada obce k Pustiměři a od roku 1880 je obcí v okrese Vyškov.

### Obecní symboly
Znak a vlajka byly obci uděleny rozhodnutím předsedy Poslanecké sněmovny Parlamentu České republiky dne 27. června 2001.

## Pamětihodnosti
- Dva zaniklé větrné mlýny Zelená Hora I. a II.
- Pískovcový kříž na návsi (1869)
- Socha svatého Václava z roku 1926
- Pomník vysídlení obce
- Památník konce války – kámen s letopočtem
- Zvonička
- Litinový kříž (1856)